# Строительная улица (Мелитополь)
Строительная улица (укр. Будівельна вулиця) — улица в Мелитополе, одна из центральных улиц исторических районов Новый Мелитополь и Юровка. Начинается от Полевой улицы, пересекает Песчанский ручей, Интеркультурную улицу и оканчивается, сливаясь с Ногайской улицей.
Впервые Строительная улица упоминается под названием улица Ворошилова 26 октября 1939 года. 29 октября 1957 года, на волне десталинизации, улица, носящая имя ещё живого на тот момент К. Е. Ворошилова, была переименована и до 1981 года называлась Строительной улицей. 12 марта 1981 года, уже после смерти Ворошилова, улица снова была названа его именем в честь столетия со дня рождения. Улицу Ворошилова снова переименовали в Строительную в 2016 году, согласно закону о декоммунизации.
В 1956 году на углу улиц Дзержинского и Ворошилова Горпищекомбинату был отведён земельный участок площадью 1,55 га для строительства пивзавода.
По улице проходят автобусные маршруты № 9, 10, 11А, 25А, 36. К улице примыкает Мелитопольский завод тракторных гидроагрегатов.